# Giro de Italia 1984
La 67ª edición del Giro de Italia se disputó entre el 17 de mayo y el 8 de junio de 1984, con un recorrido de 22 etapas y 3808 km, que se recorrieron a una velocidad media de 38,681 km/h.
Marino Lejarreta, que estuvo a punto de subir al podio final de Verona, fue el mejor español clasificado, cuarto, y el único que consiguió un triunfo parcial. Por detrás de él, Faustino Rupérez finalizó 13.º y Alberto Fernández 19.º.
Sólo dos corredores vistieron la maglia rosa: Francesco Moser y Laurent Fignon. El italiano se hizo con ella en el prólogo, aunque el francés se la arrebató en la contrarreloj por equipos. En la primera etapa con final en alto, Moser recuperaba el liderato. Sus tiempos no difirieron demasiado durante las etapas siguientes, hasta la contrarreloj de Milán, en la que Moser consiguió poner un minuto de por medio. Sin embargo, en la 20.ª etapa, el ciclista francés lograba el triunfo parcial y recuperaba el liderato, con poco más de un minuto sobre Moser.
Así, el Giro se decidió en la última etapa, una contrarreloj de 42 kilómetros, en la cual se impuso con autoridad Francesco Moser, relegando a Laurent Fignon a la segunda posición. En el podio, les acompañó el italiano Moreno Argentin.

## Equipos participantes
| Equipo            | Jefe de filas     |
| Del Tongo-Colnago | Giuseppe Saronni  |
| Alfa Lum-Olmo     | Marino Lejarreta  |
| Ariostea-Benotto  | Carmelo Barone    |
| Atala-Campagnolo  | Urs Freuler       |
| Bianchi-Piaggio   | Silvano Contini   |
| Carrera-Inoxpran  | Roberto Visentini |
| Dromedario        | Alfio Vandi       |
| Fanini - Wührer   | Jens Veggerby     |
| Gemeaz - Zor      | Eduardo Chozas    |
| GIS               | Francesco Moser   |

| Equipo                    | Jefe de filas            |
| Línea Italia - Motta      | John Eustice             |
| Magniflex - Cilo - Aufina | Beat Breu                |
| Malvor-Bottecchia         | Acacio Da Silva          |
| Metauro Mobili-Pinarello  | Lucien Van Impe          |
| Murella-Rossin            | Gianbattista Baronchelli |
| Renault-Elf               | Laurent Fignon           |
| Sammontana-Campagnolo     | Moreno Argentin          |
| Santini - Galli           | Davide Cassani           |
| Supermercati Brianzoli    | Jonathan Boyer           |

## Etapas
| Etapa   | Fecha      | Recorrido                   | Km       | Ganador de la etapa | Líder de la clasificación general |
| Prólogo | 17 de mayo | Lucca                       | 5 (CRI)  | Francesco Moser     | Francesco Moser                   |
| 1.ª     | 18 de mayo | Lucca-Pietrasanta Marina    | 55 (CRE) | Renault-Elf         | Laurent Fignon                    |
| 2.ª     | 19 de mayo | Pietrasanta-Florencia       | 127      | Urs Freuler         | Laurent Fignon                    |
| 3.ª     | 20 de mayo | Bolonia-San Luca            | 110      | Moreno Argentin     | Laurent Fignon                    |
| 4.ª     | 21 de mayo | Bolonia-Numana              | 238      | Stefan Mutter       | Laurent Fignon                    |
| 5.ª     | 22 de mayo | Numana-Blockhaus            | 194      | Moreno Argentin     | Francesco Moser                   |
| 6.ª     | 23 de mayo | Chieti-Foggia               | 193      | Francesco Moser     | Francesco Moser                   |
| 7.ª     | 24 de mayo | Foggia-Marconi di Pisticci  | 225      | Urs Freuler         | Francesco Moser                   |
| 8.ª     | 25 de mayo | Policoro-Agropoli           | 228      | Urs Freuler         | Francesco Moser                   |
| 9.ª     | 26 de mayo | Agropoli-Cava de' Tirreni   | 104      | Dag-Erik Pedersen   | Francesco Moser                   |
| 10.ª    | 27 de mayo | Cava de' Tirreni-Isernia    | 209      | Martial Gayant      | Francesco Moser                   |
| 11.ª    | 28 de mayo | Isernia-Rieti               | 243      | Urs Freuler         | Francesco Moser                   |
| 12.ª    | 29 de mayo | Rieti-Citta di Castello     | 175      | Paolo Rosola        | Francesco Moser                   |
| 13.ª    | 30 de mayo | Citta di Castello-Lerici    | 269      | Roberto Visentini   | Francesco Moser                   |
| 14.ª    | 31 de mayo | Lerici-Alessandria          | 204      | Sergio Santimaria   | Francesco Moser                   |
| 15.ª    | 1 de junio | Certosa di Pavia-Milán      | 38 (CRI) | Francesco Moser     | Francesco Moser                   |
| 16.ª    | 2 de junio | Alessandria-Bardonecchia    | 198      | Dag-Erik Pedersen   | Francesco Moser                   |
| 17.ª    | 3 de junio | Bardonecchia-Lecco          | 249      | Jurg Bruggmann      | Francesco Moser                   |
| 18.ª    | 4 de junio | Lecco-Merano                | 252      | Bruno Leali         | Francesco Moser                   |
| 19.ª    | 5 de junio | Merano-Selva di Val Gardena | 74       | Marino Lejarreta    | Francesco Moser                   |
| 20.ª    | 6 de junio | Selva di Val Gardena-Arabba | 169      | Laurent Fignon      | Laurent Fignon                    |
| 21.ª    | 7 de junio | Arabba-Treviso              | 208      | Guido Bontempi      | Laurent Fignon                    |
| 22ª     | 8 de junio | Soave-Verona                | 42 (CRI) | Francesco Moser     | Francesco Moser                   |

El término (CRE) se refiere a carrera contra reloj.

## Clasificaciones
| \| 1. \| Francesco Moser \| Italia \| GIS \| 98h 32' 20s \| \| \| 2. \| Laurent Fignon \| Francia \| REN \| a 1' 03s \| \| \| 3. \| Moreno Argentin \| Italia \| SAM \| a 4' 26s \| \| \| 4. \| Marino Lejarreta \| España \| ALF \| a 4' 33s \| \| \| 5. \| Johan van der Velde \| Holanda \| MET \| a 6' 56s \| \| \| 6. \| Gianbattista Baronchelli \| Italia \| MUR \| a 7' 48s \| \| \| 7. \| Lucien Van Impe \| Bélgica \| MET \| a 10' 19s \| \| \| 8. \| Beat Breu \| Suiza \| MAG \| a 11' 39s \| \| \| 9. \| Mario Beccia \| Italia \| MAL \| a 11' 41s \| \| \| 10. \| Dag-Erik Pedersen \| Noruega \| MUR \| a 13' 35s \| \| |                          |         |     |             |  |
| 1. | Francesco Moser          | Italia  | GIS | 98h 32' 20s |  |
| 2. | Laurent Fignon           | Francia | REN | a 1' 03s    |  |
| 3. | Moreno Argentin          | Italia  | SAM | a 4' 26s    |  |
| 4. | Marino Lejarreta         | España  | ALF | a 4' 33s    |  |
| 5. | Johan van der Velde      | Holanda | MET | a 6' 56s    |  |
| 6. | Gianbattista Baronchelli | Italia  | MUR | a 7' 48s    |  |
| 7. | Lucien Van Impe          | Bélgica | MET | a 10' 19s   |  |
| 8. | Beat Breu                | Suiza   | MAG | a 11' 39s   |  |
| 9. | Mario Beccia             | Italia  | MAL | a 11' 41s   |  |
| 10. | Dag-Erik Pedersen        | Noruega | MUR | a 13' 35s   |  |

| \| 1. \| Urs Freuler \| Suiza \| ATA \| 178 puntos \| \| 2. \| Johan van der Velde \| Holanda \| MET \| 172 puntos \| \| 3. \| Francesco Moser \| Italia \| GIS \| 166 puntos \| |                     |         |     |            |
| 1. | Urs Freuler         | Suiza   | ATA | 178 puntos |
| 2. | Johan van der Velde | Holanda | MET | 172 puntos |
| 3. | Francesco Moser     | Italia  | GIS | 166 puntos |

| \| 1. \| Laurent Fignon \| Francia \| REN \| 53 puntos \| \| 2. \| Flavio Zappi \| Italia \| MET \| 40 puntos \| \| 3. \| Moreno Argentin \| Italia \| SAM \| 30 puntos \| |                 |         |     |           |
| 1. | Laurent Fignon  | Francia | REN | 53 puntos |
| 2. | Flavio Zappi    | Italia  | MET | 40 puntos |
| 3. | Moreno Argentin | Italia  | SAM | 30 puntos |

| \| 1. \| Charly Mottet \| Francia \| REN \| 99h 02' 11s \| \| 2. \| - \| - \| - \| - \| \| 3. \| - \| - \| - \| - \| |               |         |     |             |
| 1. | Charly Mottet | Francia | REN | 99h 02' 11s |
| 2. | -             | -       | -   | -           |
| 3. | -             | -       | -   | -           |

| \| 1. \| Renault - Elf \| Francia \| REN \| - \| \| 2. \| - \| - \| - \| - \| \| 3. \| - \| - \| - \| - \| |               |         |     |   |
| 1. | Renault - Elf | Francia | REN | - |
| 2. | -             | -       | -   | - |
| 3. | -             | -       | -   | - |